# 湾仔街道
湾仔街道是中国广东省珠海市香洲区下辖的一个街道。湾仔街道辖区面积30.5平方公里，常住人口1.1万人，暂住人口1.3万多人。

## 下辖行政区
湾仔街道下辖8居委会，8个行政村：
湾仔社区、桂园社区、富兴社区、连屏社区、银坑社区和作物社区。